# Michael Udebuluzor
Michael Chibuikem Udebuluzor (Hong Kong, 1º aprile 2004) è un calciatore hongkonghese, attaccante svincolato della nazionale hongkonghese.

## Biografia
È nato ad Hong Kong quando suo padre, l'ex calciatore nigeriano Cornelius Udebuluzor, giocava negli H.K. Rangers.

## Carriera

### Club
Ha iniziato a giocare a calcio ad Hong Kong con il Kitchee per poi trasferirsi in Germania al Bad Aibling nel 2018. Nel 2020 è stato acquistato dall'Ingolstadt 04, con cui ha ottenuto la prima convocazione in prima squadra due anni dopo, il 5 maggio 2022, nell'incontro di 2. Bundesliga perso 3-2 contro l'Hannover 96.
Ha esordito il 6 agosto 2023 nell'incontro di 3. Liga perso 1-0 contro l'Erzgebirge Aue.

### Nazionale
L'8 settembre 2023 ha ricevuto il passaporto hongkonghese dopo aver rinunciato pubblicamente a quello nigeriano, diventando quindi convocabile per la nazionale asiatica. Ha esordito tre giorni più tardi nell'amichevole vinta 10-0 contro il Brunei. Il 12 ottobre ha realizzato una doppietta nel successo per 4-0 contro il Bhutan nelle qualificazioni per il campionato mondiale 2026.
L'11 dicembre è stato inserito nell'elenco dei convocati per la Coppa d'Asia 2023.

## Statistiche

### Presenze e reti nei club
Statistiche aggiornate al 18 maggio 2024.
| Stagione        | Squadra          | Campionato      | Campionato | Campionato | Coppe nazionali | Coppe nazionali | Coppe nazionali | Coppe continentali | Coppe continentali | Coppe continentali | Altre coppe | Altre coppe | Altre coppe | Totale | Totale | Totale |
| Stagione        | Squadra          | Comp            | Pres       | Reti       | Comp            | Pres            | Reti            | Comp               | Pres               | Reti               | Comp        | Pres        | Reti        | Pres   | Reti   |        |
| --------------- | ---------------- | --------------- | ---------- | ---------- | --------------- | --------------- | --------------- | ------------------ | ------------------ | ------------------ | ----------- | ----------- | ----------- | ------ | ------ | ------ |
| 2022-2023       | Ingolstadt 04 II | BAY             | 2          | 0          | -               | -               | -               | -                  | -                  | -                  | -           | -           | -           | 2      | 0      |        |
| 2023-2024       | Ingolstadt 04 II | BAY             | 21         | 14         | -               | -               | -               | -                  | -                  | -                  | -           | -           | -           | 21     | 14     |        |
| 2023-2024       | Ingolstadt 04    | 3L              | 3          | 0          | CG              | 0               | 0               | -                  | -                  | -                  | -           | -           | -           | 3      | 0      |        |
| Totale carriera | Totale carriera  | Totale carriera | 26         | 14         |                 | 0               | 0               |                    | -                  | -                  |             | -           | -           | 26     | 14     |        |

### Cronologia presenze e reti in nazionale
| Cronologia completa delle presenze e delle reti in nazionale ― Hong Kong | Cronologia completa delle presenze e delle reti in nazionale ― Hong Kong | Cronologia completa delle presenze e delle reti in nazionale ― Hong Kong | Cronologia completa delle presenze e delle reti in nazionale ― Hong Kong | Cronologia completa delle presenze e delle reti in nazionale ― Hong Kong | Cronologia completa delle presenze e delle reti in nazionale ― Hong Kong | Cronologia completa delle presenze e delle reti in nazionale ― Hong Kong | Cronologia completa delle presenze e delle reti in nazionale ― Hong Kong |
| Data                                                                     | Città                                                                    | In casa                                                                  | Risultato                                                                | Ospiti                                                                   | Competizione                                                             | Reti                                                                     | Note                                                                     |
| ------------------------------------------------------------------------ | ------------------------------------------------------------------------ | ------------------------------------------------------------------------ | ------------------------------------------------------------------------ | ------------------------------------------------------------------------ | ------------------------------------------------------------------------ | ------------------------------------------------------------------------ | ------------------------------------------------------------------------ |
| 11-9-2023                                                                | Hong Kong                                                                | Hong Kong                                                                | 10 – 0                                                                   | Brunei                                                                   | Amichevole                                                               | -                                                                        | 71’                                                                      |
| 12-10-2023                                                               | Hong Kong                                                                | Hong Kong                                                                | 4 – 0                                                                    | Bhutan                                                                   | Qual. Mondiali 2026                                                      | 2                                                                        | 75’                                                                      |
| 17-10-2023                                                               | Thimphu                                                                  | Bhutan                                                                   | 2 – 0                                                                    | Hong Kong                                                                | Qual. Mondiali 2026                                                      | -                                                                        |                                                                          |
| 16-11-2023                                                               | Teheran                                                                  | Iran                                                                     | 4 – 0                                                                    | Hong Kong                                                                | Qual. Mondiali 2026                                                      | -                                                                        | 71’                                                                      |
| 21-11-2023                                                               | Hong Kong                                                                | Hong Kong                                                                | 2 – 2                                                                    | Turkmenistan                                                             | Qual. Mondiali 2026                                                      | -                                                                        |                                                                          |
| 14-1-2024                                                                | Doha                                                                     | Emirati Arabi Uniti                                                      | 3 – 1                                                                    | Hong Kong                                                                | Coppa d'Asia 2023 - 1º turno                                             | -                                                                        | 67’                                                                      |
| 19-1-2024                                                                | Doha                                                                     | Hong Kong                                                                | 0 – 1                                                                    | Iran                                                                     | Coppa d'Asia 2023 - 1º turno                                             | -                                                                        | 73’                                                                      |
| 23-1-2024                                                                | Lekhwiya                                                                 | Hong Kong                                                                | 0 – 3                                                                    | Palestina                                                                | Coppa d'Asia 2023 - 1º turno                                             | -                                                                        | 70’                                                                      |
| 21-3-2024                                                                | Hong Kong                                                                | Hong Kong                                                                | 0 – 2                                                                    | Uzbekistan                                                               | Qual. Mondiali 2026                                                      | -                                                                        | 63’                                                                      |
| 26-3-2024                                                                | Tashkent                                                                 | Uzbekistan                                                               | 3 – 0                                                                    | Hong Kong                                                                | Qual. Mondiali 2026                                                      | -                                                                        | 78’                                                                      |
| 6-6-2024                                                                 | Hong Kong                                                                | Hong Kong                                                                | 2 – 4                                                                    | Iran                                                                     | Qual. Mondiali 2026                                                      | -                                                                        | 76’                                                                      |
| Totale                                                                   |                                                                          | Presenze                                                                 | 11                                                                       |                                                                          | Reti                                                                     | 2                                                                        |                                                                          |